# Запольский сельсовет (Гомельская область)
Запольский сельсовет — административная единица на территории Рогачёвского района Гомельской области Республики Беларусь. Административный центр — агрогородок Заполье.

## Состав
Запольский сельсовет включает 10 населённых пунктов:
- Дубровщина — деревня.
- Заполье — агрогородок.
- Колосы — деревня.
- Костешев — деревня.
- Марусино — деревня.
- Новые Колосы — деревня.
- Романовка — деревня.
- Рудня Бронская — деревня.
- Стреньки — деревня.
- Хомичи — деревня.

Упразднённые населённые пункты на территории сельсовета:
- Бронное — деревня.
- Новоселье — деревня.
- Ясёновка — деревня.

## Культура
- Стреньковский центр ремесла в деревне Стреньки
- Экологический музей «Беларуская лялька» на базе Стреньковского центра ремесла в деревне Стреньки